# Ohio
Ohio (anglická výslovnost  [oʊˈhaɪ.oʊ]IPA, výslovnost v češtině [ohájo] oficiálně State of Ohio) je stát nacházející se na východě Spojených států amerických, v oblasti východních severních států ve středozápadním regionu USA. Ohio hraničí na východě s Pensylvánií, na jihovýchodě se Západní Virginií, na jihu s Kentucky, na západě s Indianou a na severu s Michiganem. Severovýchodní ohraničení tvoří Erijské jezero, kde Ohio sousedí s kanadskou provincií Ontario.

## Historie
První Evropané, kteří se do oblasti dnešního Ohia dostali, byli v 17. století Francouzi. Celý region se v roce 1663 stal součástí Nové Francie. V průběhu 18. století získal jméno Vallée de l'Ohio (později anglicky Ohio Country), podle řeky Ohio, jejíž název vychází z irokézského slova označujícího „velkou řeku“. Britští průzkumníci sem začali pronikat teprve kolem roku 1750, nicméně celé území Velké Británii připadlo již roku 1763, coby výsledek sedmileté války. Po americké revoluci přenechali Britové v roce 1783 území Spojeným státům. V roce 1787 zde vzniklo velké Severozápadní teritorium, ze kterého se na začátku 19. století vydělil region Ohio, který se k 1. březnu 1803 stal 17. státem USA.

## Symboly

### Vlajka
Ohijská vlajka je tvořena osově souměrným nekonvexním pětiúhelníkem a poměr stran je 8:13. Od žerdi vybíhá modrý klín, ve vlající části se nachází pět pruhů (tři červené a dva bílé). V modrém trojúhelníku se nachází sedmnáct hvězd a bílý kruh s červeným středem.
Vlajka je jedinou v USA a jednou z mála na světě, která nemá obdélníkový tvar.

## Geografie
Se svou rozlohou 116 096 km² je Ohio 34. největším státem USA, v počtu obyvatel (11,6 milionů) je sedmým nejlidnatějším státem a s hodnotou hustoty zalidnění 110 obyvatel na km² je na desátém místě. Hlavním a největším městem je Columbus s 850 tisíci obyvateli. Dalšími největšími městy jsou Cleveland (390 tisíc obyv.), Cincinnati (300 tisíc obyv.), Toledo (280 tisíc obyv.), Akron (200 tisíc obyv.) a Dayton (140 tisíc obyv.). Ohiu patří 502 km pobřeží Erijského jezera. Nejvyšším bodem státu je vrchol Campbell Hill s nadmořskou výškou 472 m ve středozápadě státu. Největšími toky jsou řeky Ohio, tvořící hranici se Západní Virginií a Kentucky, Scioto a Muskingum.

### Poloha
Zeměpisná poloha Ohia ho přímo předurčuje k ekonomickému růstu. Protože Ohio spojuje Severovýchod se Středozápadem, mnoho dopravních linek vede skrz tento stát. Ohio má desátou nejrozvinutější síť dálnic v zemi.
Na severu státu je pobřeží Erijského jezera dlouhé více než 500 km. Jižní hranice státu jsou přirozeně vyznačeny tokem řeky Ohio. Další známé řeky jsou třeba Cyahoga, Great Miami River, řeka Maumee, Muskingum a Scioto. Největší přírodní katastrofa v dějinách Ohia nastala v povodí Great Miami River v roce 1913. Voda z řeky se rozlila v oblasti Daytonu. Kvůli tomu zde byl vypracován první projekt na ochranu před povodněmi ve Spojených státech.
Velké jezero svaté Mary bylo zbudováno ve středozápadní části státu, aby zásobovalo kanály, v období výstavby kanálů v letech 1820–1850. Po mnoho let bylo toto jezero největším uměle vytvořeným na světě.

### Klima
Stát leží v mírném podnebném pásmu. Na většině území státu je vlhké kontinentální klima, ale do jižní části státu zasahuje vlhké subtropické klima. Léta jsou horká a vlhká a zimy jsou většinou chladné. Srážky jsou během roku jen mírné. Nehostinné počasí není v Ohiu nijak neobvyklé, protože je to věčné bojiště mezi teplým Golfským a studeným Arktickým proudem. Ale tornáda tu jsou méně častá než ve státech na západ od Ohia. Stejně jako zemětřesení, která jsou v Ohiu vzácná. Největší naměřená teplota byla zaznamenána v červnu roku 1934 blízko města Gallipolis a to 45 °C. Nejnižší naměřená teplota byla zaznamenána v únoru roku 1899 u města Milligan a to téměř -40 °C.

### Největší města
- Columbus – hlavní město, nachází se takřka v geografickém středu státu
- Cleveland – sídlo Rock and Rollové síně slávy
- Cincinnati _ sídlo stejnojmenné univerzity
- Toledo – sídlo stejnojmenné univerzity
- Akron – sídlo stejnojmenné univerzity
- Dayton _ sídlo stejnojmenné univerzity
- Parma
- Canton
- Youngstown – sídlo stejnojmenné univerzity
- Lorain
- Springfield – sídlo Wittenberské univerzity

## Demografie
Podle sčítání lidu z roku 2010 zde žilo 11 536 036 obyvatel. Asi 3,6 % obyvatel Ohia se nenarodilo ve Spojených státech.
Více než čtvrtina obyvatel má původ v Německu, 13 % v Irsku a téměř 10 % v Anglii. Čtvrtina obyvatel Ohia je mladší 18 let a 13 % je starší 65 let.

### Rasové složení
- 82,7 % Bílí Američané (nehispánští běloši 81,1 % + běloši hispánského původu 1,6 %)
- 12,2 % Afroameričané
- 0,2 % Američtí indiáni
- 1,7 % Asijští Američané
- 0,1% Pacifičtí ostrované
- 1,1 % Jiná rasa
- 2,0 % Dvě nebo více ras

Obyvatelé hispánského nebo latinskoamerického původu, bez ohledu na rasu, tvořili 3,1 % populace.